# Live in the U.K. (Helloween)
Live in the U.K. è il primo album dal vivo del gruppo musicale Helloween, pubblicato dalla Noise Records nel 1989.
È l'ultima pubblicazione che vede Kai Hansen in formazione, successivamente creerà i Gamma Ray.

## Edizioni
Sono tre le edizioni uscite nei vari mercati:
- Live in the U.K. è quella europea (distribuita dalla EMI)
- I Want Out Live è quella statunitense (distribuita dalla RCA)
- Keepers Live è quella giapponese (distribuita dalla Victor)

Oltre ad alcune differenze sui titoli e sulla durata delle tracce, cambia anche la copertina: la seconda e la terza riprendono il disegno che appare sul singolo I Want Out.

## Tracce

### Live in the U.K.
1. A Little Time – 6:31 (Kiske)
2. Dr. Stein – 5:22 (Weikath)
3. Future World – 8:56 (Hansen)
4. Rise and Fall – 4:51 (Weikath)
5. We Got the Right – 6:07 (Kiske)
6. I Want Out – 5:44 (Hansen)
7. How Many Tears – 9:55 (Weikath)

### Keepers Live
1. A Little Time – 6:33
2. Dr. Stein – 5:27
3. Future World – 9:13
4. Rise and Fall – 4:34
5. We Got the Right – 5:45
6. I Want Out – 5:51
7. How Many Tears – 9:49

### I Want Out Live
1. Intro: Happy Helloween / A Little Time – 4:17
2. Dr. Stein – 7:00
3. Future World – 9:33
4. We Got the Right – 6:08
5. I Want Out / Encores – 5:58
6. How Many Tears – 9:40

## Formazione
- Michael Kiske – voce
- Kai Hansen – chitarra
- Michael Weikath – chitarra
- Markus Großkopf – basso
- Ingo Schwichtenberg – batteria